# Монтань-Пеле
Монтань-Пеле (фр. Montagne Pelée — «лиса гора») — діючий вулкан на північному кінці французького заморського департаменту Мартиніка у складі Малих Антильських островів Вест-Індії. Вулканічний конус цього вулкану складається з шарів пірокластичних порід (переважно тефри і затверділої лави).
Вулкан найбільш відомий смертоносним виверженням 1902 року, яке викликало значні руйнування та стало найруйнівнішим виверженням 20-го століття. Під час виверження загинуло близько 30 121 осіб, більшість з них — мешканців зруйнованого міста Сен-П'єр, найбільшого міста острова на той час, в результаті пірокластичних потоків. На шляху цих потоків живими залишилися лише дві людини, в'язень погано провітрюваної місцевої в'язниці та мешканець околиць міста, що встиг сховатися.